# Today (film 1930)
Today è un film del 1930 diretto da William Nigh. Il soggetto è tratto dal lavoro teatrale Today di Abraham S. Schomer e George Broadhurst che era già stato portato sullo schermo nel 1917 con To-Day, un film muto diretto da Ralph Ince.

## Produzione
Il film fu prodotto da Harry Sherman e J.D. Trop (con il nome Jack D. Trop) per la Majestic Pictures.

## Distribuzione
Distribuito dalla Capitol Film Exchange, il film uscì nelle sale statunitensi il 1º novembre 1930. Nel Regno Unito, fu distribuito dalla Equity British Films.